# På flodens to bredder - historien om Odin Teatret og folket i et fremmed land
På flodens to bredder - historien om Odin Teatret og folket i et fremmed land er en dokumentarfilm fra 1980 instrueret og med manuskript af Torgeir Wethal.

## Handling
En gruppe skuespillere fra den vestlige verden kom langvejs fra til et fremmed land i Sydamerika. Gruppen ønskede at vise sine forestillinger i landsbyernes små gader, på deres torve og i de større byer. Den opsøgte de fattige kvarterer i byerne, den var hos indianerne på landet, og den arrangerede udvekslinger, der bestod i, at den kun ville optræde, hvis indbyggerne svarede igen med sang, dans og musik, der gav udtryk for den stedlige kultur og tradition. Et filmhold fulgte med Odin Teatergruppen til Peru. Filmen viser glimt fra de mange forestillinger, som Odin Teatret og de lokale indbyggere arrangerede, og den viser på den måde også, hvordan den fattige del af Perus befolkning lever og bor. Endvidere viser filmen, hvilke konfrontationer den opsøgende, engagerede teatergruppe løb ind i over for de peruvianske myndigheder.